# Rasmus Brohave
Rasmus Brohave Hansen (født 18. marts 1998 i Svendborg, Danmark) er en dansk internetpersonlighed og tv-vært.
Han blev i 2018, for første gang vært på Guldtuben. Året efter blev han medvært på TV 2-underholdningsprogram Danmark har talent, sammen med modellen Cecilie Haugaard.
Rasmus Brohave deltager ofte i TV-programmer bl.a. Værtens Bedste Brætspil på TV 2.
i 2024 var han med i musicalen “Askepot The musical” 
hvor han spillede Andreas.

## Filmografi

### Tv
| År        | Titel                      | Rolle            | Note                             |
| --------- | -------------------------- | ---------------- | -------------------------------- |
| 2016-2018 | X Factor Xtra, Xtra Factor | Vært, (DR Ultra) |                                  |
| 2018      | Guldtuben                  | Ham Selv/ Vært   | Vært sammen med Julia Sofia      |
| 2019      | Danmark har talent         | Ham Selv/ Vært   | Vært sammen med Cecilie Haugaard |
| 2019      | X Factor Xtra, Xtra Factor | Zulu, Vært       |                                  |
| 2019      | Z Factor                   | Zulu, Vært       |                                  |